# Temugin
Temugin é uma personagem de histórias em quadrinhos americanas da Marvel Comics, criado por Ryan Odagawa e Mike Grell. Temugin é o filho do vilão Mandarim, inimigo do Homem de Ferro. Sua primeira aparição foi em Iron Man: Heroes Return #53 (2002). O nome do personagem é inspirado no nome de Gêngis Cã (nascido Temujim), que no Universo Marvel, é seu ancestral.

## História
De menino, Temugin foi entregue a um monastério no Himalaia por seu pai, o senhor da guerra chinês conhecido como Mandarim. Convencido de que os monges educariam ao garoto nos caminhos do corpo e o espírito, O Mandarim cortou todos os laços de comunicação com seu filho. Temugin se esforçou em seus estudos com vigor e paixão, procurando enterrar a ira que armazenava contra seu pai por lhe ter abandonado. Como resultado do treinamento em artes marciais e a guia espiritual dos monges, Temugin se deu conta que a arma de aço mais poderosa não é nada comparada com a mão que a empunha. 
O destino de Temugin chegou em um dia ao monastério dentro de uma caixa depois da morte do Mandarim em um combate contra o Homem de Ferro, seu inimigo mais frequente. Dentro encontravam-se as mãos cortadas do pai de Temugin, que ainda conservavam os dez anéis de poder o falecido criminoso empunhava. Foi então quando Temugin conheceu os últimos desejos do Mandarim. Ainda que o coração de Temugin não sentia nenhuma raiva contra o Homem de Ferro, a honra exigia que tomasse o lugar de seu pai e saísse vitorioso de onde seu pai fracassou. Temugin deve matar o Homem de Ferro, senão o espírito de seu pai não descansará jamais. 
Temugin atraiu o Homem de Ferro até a fortaleza de seu pai, onde demonstrou que era mais que um rival para a força ampliada mecanicamente do Homem de Ferro. O jovem guerreiro estava a ponto de dar o golpe de graça quando outro dos rivais do Mandarim atacaram e a fortaleza. Já que o Homem de Ferror saiu das ruínas sem danos graves,é lógico pensar que Temugin também escapou, mas sua missão segue inacabada, e Temugin não descansará até destruir o Homem de Ferro e assim cumprir os desejos de seu pai.

Mais tarde, Temugin faz uma aparição no MODOK 11 # 4, no qual ele foi contatado pelo agente duplo Mancha, que rapidamente entrega a arma que o MODOK planejava roubar. Nesta aparição, Temugin fala de Mandarim como "meu falecido pai" e usa os anéis, um dos quais ele usa para aprisionar Mancha em outra dimensão com nada além de dinheiro. Na edição seguinte, o Puma começa pelo menos uma de suas mãos. No entanto, é possível que ele tenha mantido pelo menos metade dos anéis, já que Sombra da Noite, que usou os anéis em sua mão perdida, não foi visto no final da história.

No entanto, muito mais tarde ele é visto entre os Agentes de Atlas, nomeado segundo em comando e possível substituição, por Jimmy Woo, atual chefe da Fundação Atlas. Agora usando uma prótese volumosa, ele inicialmente entra em conflito com Jimmy Woo por causa do que ele percebe como comportamento covarde e planejamento desnecessariamente complicado por Woo. Os dois gradualmente se tornam amigos ao longo de várias batalhas, especialmente contra Jade Claw.

## Outras mídias
Temugin (também conhecido como Gene Khan) aparece como Mandarim em Iron Man: Armoured Adventures interpretado por por Vincent Tong. Temugin um vilão recorrente na primeira temporada. Ele é conhecido como "Gene Khan" e redesenhado como um adolescente como a maioria dos personagens, fazendo dele, neste caso, quase um novo personagem com pouca semelhança com o original. Nesta versão, Gene é o atual descendente do Mandarim original, sua mãe lhe contou histórias de seu ancestral e que seu poder veio de 5 anéis, que foram destinados a ele. Sua mãe se casou novamente com Zhang Xi, que aparentemente a matou e roubou um dos anéis de Makulan, tornando-se o novo Mandarim.